# Korpus Ziemi Suwalskiej

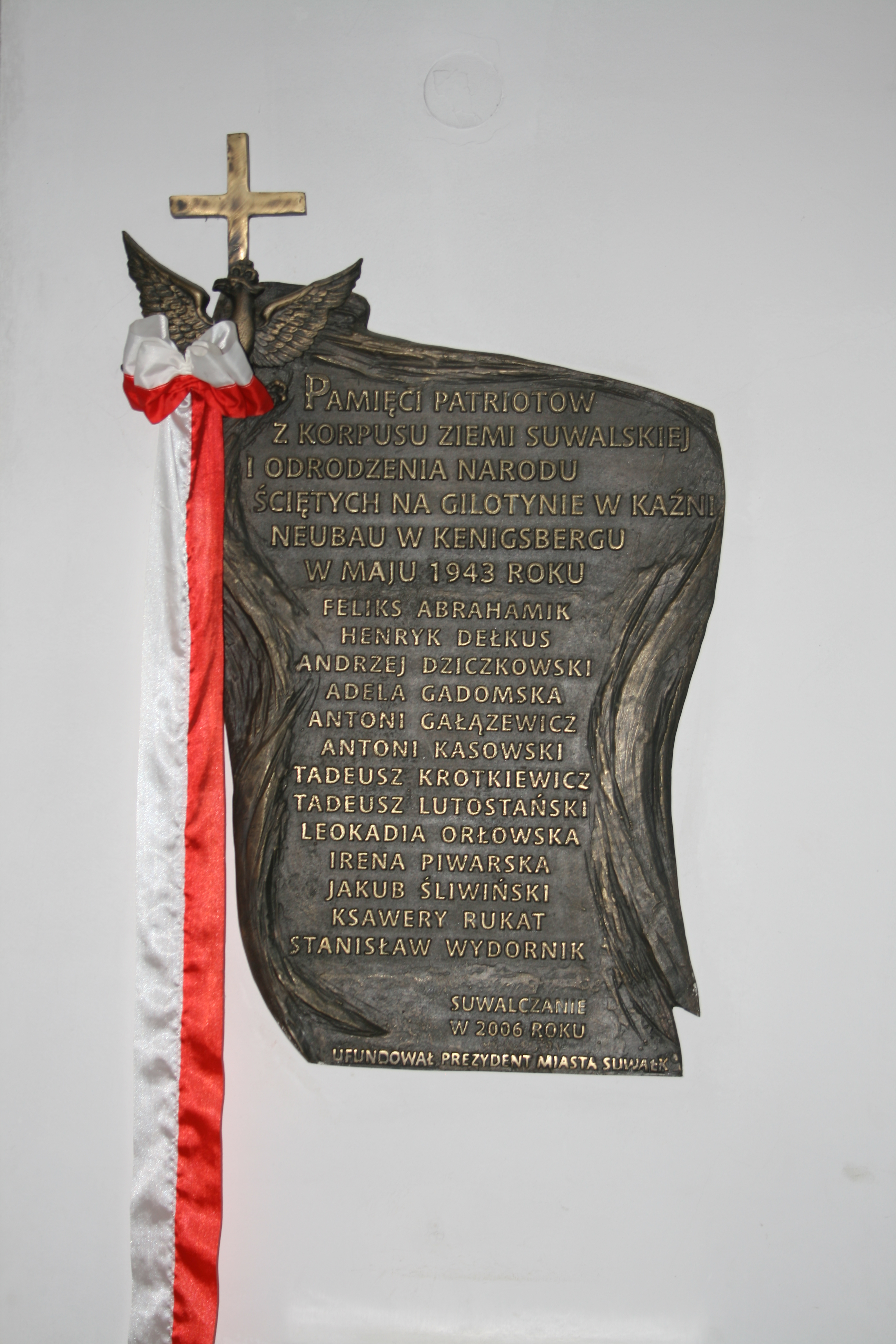
Tablica upamiętniająca członków Korpusu Ziemi Suwalskiej i Odrodzenia Narodu w kościele pw. Najświętszego Serca Pana Jezusa w Suwałkach.

Korpus Ziemi Suwalskiej – nazwa pierwszej na Suwalszczyźnie organizacji konspiracyjnej w czasie II wojny światowej.

Organizacja powstała jesienią 1939 roku. Działała krótko, wykryta przez miejscowych agentów gestapo.
Głównym organizatorem i przywódcą Korpusu Ziemi Suwalskiej był student Jakub Śliwiński „Sęp”.
30 października 2006 roku w kościele pod wezwaniem Najświętszego Serca Pana Jezusa w Suwałkach odsłonięto tablicę upamiętniającą Korpus Ziemi Suwalskiej oraz Odrodzenie Narodowe – organizację konspiracyjną powstałą na Suwalszczyźnie w 1940 roku.